# 聖米格爾 (薩爾瓦多)
聖米格爾（西班牙語：San Miguel），旧译圣密盖耳，是聖米格爾省的首府，薩爾瓦多第四大城市，也是薩爾瓦多第二大重要城市，位於首都聖薩爾瓦多以東138公里，距離聖米格爾火山2,129米。
聖米格爾是薩爾瓦多咖啡、紡織和化學工業的重要中心，2007年人口為218,410。